# 十番
十番、十番音乐，是流行於中国福建、江苏、浙江、北京等等省份的民间传统音乐形式。2006年被列为第一批中国国家级非物质文化遗产。

## 类别

### 茶亭十番音乐
十番（平話字：Sĕk-huăng），又称十欢、十番伬，发源于福州市台江区的茶亭街。流行于閩中十邑和福寧五邑以及南平等地，有300多年历史。十番音乐使用的乐器有笛、管（逗管）、笙、椰胡、大小锣、大小钹、云锣、狼帳（狼串）、木鱼、檀板、清鼓等13种，曲牌有《万年欢》、《千秋岁》、《朝天子》、《西江月》、《五凤吟》、《蟠桃会》、《北云璈》、《水底天》、《将军令》、《美人娇》、《金索挂梧桐》、《石榴花》、《雁来红》、《一枝花》、《柳摇金》、《昇平乐》等100多支。打击乐曲牌有“福套”、“禄套”、“寿套”、“喜套”及“文干”、“武干”、“滴水”、“流水”各套。演奏形式分为坐奏、行奏、舞奏，又分为室内与室外两种，室内还分为前后两堂，前堂以金革为主，后堂以丝竹为主。除了在福州一带流传，十番音乐还曾巡回演奏于上海、香港、南洋等地。